# Bloody Stream
Bloody Stream, также записывается, как BLOODY STREAM — дебютный сингл, исполненный японским музыкантом под псевдонимом Coda, членом музыкальной группы No Regret Life. Автором текста является Саори Кодама, a композитором — Тосиюки Омори. Сингл использовался в качестве открывающей темы ко второй части первого сезона аниме-сериала JoJo’s Bizarre Adventure, точнее ко второй части - Battle Tendency. Сингл описали, как «модный и эмоциональный», а «мягкий и звучащий» голос вокалиста придаёт песне дополнительный стильный характер. Дзюн Ямамото из журнала Billboard отметил, что через эту песню и её живое и весёлое звучание, будто почувствовал, как песня дополняет саму историю о Джозефе Джостаре, ведущим борьбу с Эйсидиси, Вамуу и Карсом, увлекая слушателя в «невероятный мир» ДжоДжо.
Через неделю после выпуска, была продана 21 тысяча копий и сингл попал в список чартов по версии Oricon. По версии Billboard, сингл занял седьмое место в списке хит-парадов синглов Японии года, третье место в списке независимых синглов и второе место с списке аниме-синглов.

## Сингл
Все тексты написаны Саори Кодама, вся музыка написана Тосиюки Омори.
| №                   | Название                                  | Длительность |
| ------------------- | ----------------------------------------- | ------------ |
| 1.                  | «Bloody Stream»                           | 4:21         |
| 2.                  | «Bloody Stream» (Инструментальная версия) | 4:20         |
| Общая длительность: | Общая длительность:                       | 8:41         |